# 裁判官面前調書
裁判官面前調書（さいばんかんめんぜんちょうしょ）とは、刑事事件において裁判官の面前における供述を録取した書面をいう。裁面調書、1号書面（刑事訴訟法第321条第1項第1号によって、公判において証拠として提出される可能性があることから）などともいう。以下、「裁面調書」と記す。

## 概要
公平中立な第三者である裁判官の面前でなされた供述であり、類型的に録取された供述の信用が高いとされる。そのため検察官面前調書（検面調書）や司法警察員面前調書（員面調書）よりも緩やかな要件で証拠能力が認められる。供述者の供述不能や自己矛盾供述の場合は、検面調書や員面調書と異なり特信性の必要もなく証拠能力が認められる。自己矛盾供述では、検面調書では「前の供述と相反するか若しくは実質的に異なった供述をしたとき」とされているが、裁面調書では「前の供述と異なった供述をしたとき」とされ、前の供述の方が詳細で証明力が異なるだけでも足りるとされている。
刑事訴訟法第226条では犯罪の捜査に欠くことのできない知識を有すると明らかに認められる者が、取調に対して出頭又は供述を拒んだ場合は、初公判前に限って検察官は裁判官にその者の証人尋問を請求することができ、証人尋問での調書は裁面調書に当たるとしている。刑事訴訟法第227条では取調官（検察官等）の取調べに際して任意の供述をした者が、公判期日においては前にした供述と異なる供述をするおそれがあり、かつ、その者の供述が犯罪の証明に欠くことができないと認められる場合、初公判前に限って検察官は証人尋問を必要とする理由及びそれが犯罪の証明に欠くことができないものであることを疎明した上で裁判官にその者の証人尋問を請求することができ、証人尋問での調書は裁面調書に当たるとしている。刑事訴訟法第179条では被告人、被疑者又は弁護人は、あらかじめ証拠を保全しておかなければその証拠を使用することが困難な事情がある時は初公判前に限り、裁判官に証人尋問を請求することができ、証人尋問での調書は裁面調書に当たるとしている。同一事件であるかどうかや、被告人や弁護人が立会権を有していたかどうかは問われない。そのため、他の刑事事件の公判調書・公判準備調書中の証人・鑑定人の供述部分、民事事件の口頭弁論調書も含まれる。また、1982年12月17日の最高裁判例では、他の刑事事件の公判調書中に、その者が被告人として行った供述を録取した部分も裁面調書に当たるとしている。

## その他
- 松川事件では被疑者2人に対して初公判前に刑事訴訟法第227条に基づき自白を認める裁面調書が録取され、下級審では有罪判決の根拠の一つとされた。
- 徳島ラジオ商殺し事件では別件逮捕されていた被害者宅住み込み店員2人の証言について、被告人である被害者の内妻の初公判前に刑事訴訟法第227条に基づき被害者の内妻の犯人性を強める裁面調書が録取され、再審開始まで有罪判決の根拠の一つとされた。